# Oscar Banegas
Fermín Oscar Banegas Valdez (Buenos Aires, Argentina, 24 de mayo de 1921 - Madrid, España, abril de 1980) fue un realizador de televisión argentino, afincado en España.

## Biografía
Su carrera en la pequeña pantalla comienza cuando cuenta tan sólo quince años de edad en su país de origen. Trabajó en la película Un sueño y nada más (1964), llega a crear su propia productora y tras trabajar durante años en Argentina, se traslada a España.
Incorporado a la entonces única cadena de TV existente en el país, la pública Televisión Española. Debuta con el espacio de variedades Sábado 65, pero su máximo triunfo fue la creación de unos personajes que marcaron un antes y un después en la televisión dirigida a niños en España: Valentina, el Capitán Tan, Locomotoro y el resto de personajes de Los Chiripitifláuticos. Banegas comenzó dirigiendo este espacio primero en el programa Antena infantil, en 1965 y posteriormente, tras convertirse en los personajes favoritos de los niños españoles de aquella generación, en su propio programa titulado precisamente Los Chiripitifláuticos.
Con posterioridad, estuvo al frente de programas tan variados como Nosotros (1968), que presentaban Manuel Martín Ferrand y Alfredo Amestoy, el magazine Tarde para todos (1973-1974) o los musicales Con otro acento (1976) y Mundo noche (1978), ambos con Miguel de los Santos.
Padre de la actriz Cristina Banegas.